# Gibbium psylloides
Gibbium psylloides é uma espécie de insetos coleópteros polífagos pertencente à família Anobiidae.
A autoridade científica da espécie é Czempinski, tendo sido descrita no ano de 1778.
Trata-se de uma espécie presente no território português.